# Pierre Trémaux
Pierre Trémaux (Charrecey, 20 de julio de 1818 - Tournus, 12 de marzo de 1895) fue un naturalista, arquitecto, fotógrafo, explorador y orientalista francés y autor del libro Origine et transformations de l'homme et des autres êtres (1865), precursor de la teoría de los equilibrios puntuados de Stephen Jay Gould y Niles Eldredge.

## Biografía

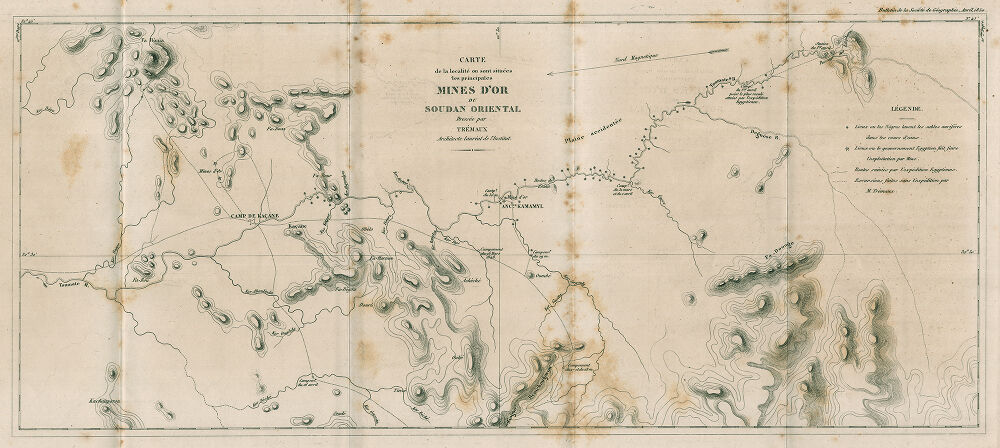
Mapa de la situación de las principales minas de oro del Sudán Oriental, por Pierre Tremaux

Fue hijo de Claudine Renaudin y Jean-Marie Trémaux, agricultores-propietarios. Fue admitido en la Escuela de Bellas Artes de París en diciembre de 1840. Estas competencias artísticas le permitieron traer de cada uno de sus viajes, además de numerosas notas de observación, dibujos y acuarelas.
Trémaux emprendió un primer viaje a Egipto en 1847. En 1849, publicó en el boletín de la Société de Géographie un primer artículo tras otro viaje de exploración a Egipto, Sudán Oriental y Etiopía. Al año siguiente publicó un artículo sobre las minas de oro de Sudán y fue el primer europeo en cartografiar rigurosamente esta región.
A partir de 1852 la Librairie Louis Hachette le encargó obras sobre exploraciones que incluían textos, un atlas cartográfico e imágenes. Su publicación, inicialmente periódica y vendida por suscripción, le permitió organizar  viajes y añadir nuevas técnicas al dibujo y la acuarela, como los calotipos, las impresiones fotográficas sobre vidrio y las litografías. Produjo láminas de historia natural y botánica africana, en color y de notable precisión, así como importantes testimonios gráficos de los habitantes y la arquitectura de África, y luego de Asia Menor, que exploró en 1853-1854. 
Estos fondos se conservan, entre otros, en el Museo de Orsay, el Museo del Quai Branly y el Museo Metropolitano de Arte.

## Algunas publicaciones
- «Notice d’un voyage sur le cours du Nil et dans des parties inconnues du Soudan, chez les nègres Bertha, du Darfok et du Dar-Gourum», Bull. de la Société de Géographie, 1849, 3.ª ser. 12 (67-72): 250-278

- «Notes sur la localité ou sont situées les principales mines d’or du Soudan oriental, et observations critiques sur le récit du Colonel Kovalevski relatif à cette même contrée» Bull. de la Société de Géographie 1850 3.ª sér. 13 (73-78): 201-232

- «Quelques détails sur les prétendus hommes à queue» Bull. de la Société de Géographie 1855 4.ª sér. 9 (49-54): 139-148

- «Épisode d’un voyage au Soudan oriental et rémarques sur l’esclavage» Bull. de la Société de Géographie 1856 4.ª sér. 11 61-66:153-164

- «Remarques sur l’Afrique centrale et orientale» Bull. de la Société de Géographie 1862 5.ª ser. 3 (13-18): 69-86 & 147-165

- Parallèle des édifices anciens et modernes du continent africain, ilustr. de 82 planchas y una carta del África Central 1858
  - Dessinés et relevés de 1847 à 1854 dans l'Algerie, les régences de Tunis et de Tripoli, l'Égypte, la Nubie, les déserts, l'île de Méroé, le Sennar, le Fa-Zogle, etc.

- Exploration archéologique en Asie mineure, ilustr. de 92 planchas (suscripción de 215 planchas anunciadas: obra sin terminar, interrumpida en 1864)

- Voyage en Éthiopie, au Soudan Oriental et dans la Nigritie, atlas illustr. de 61 planchas, Hachette (por suscripción, entrega de un atlas de folio, en 1852)

- Voyage en Éthiopie, au Soudan Oriental et dans la Nigritie, tomo 1: Égypte et Éthiopie, textos del Atlas, Hachette, 1862

- Voyage en Éthiopie, au Soudan Oriental et dans la Nigritie, tomo 2: Le Soudan, textos del Atlas, Hachette, 1862

- Origine et transformations de l'homme et des autres êtres, Hachette, 1865. (1.ª ed. y última)

- Principe universel de la vie, de tout mouvement et de l'etat de la matière, × el autor, 21, rue Vernier, Ternes, París, 1868 (1.ª entrega, en-12)
  - La 2.ª edición se publicó con el título: Principe universel du mouvement et des actions de la matière résultant de la découverte de cette loi générale: la force vive se transmet mieux entre corps semblables qu'entre corps différents, et applications à la matière comme à la vie, × el autor, 21, rue Vernier, Ternes, París, 1874 (2.ª ed. in-12)
  - Principe universel du mouvement et des actions de la matière. Application à la matière comme à la vie, × Sagnier, 1876 (3.ª ed.)
  - Origine des espèces et de l'homme avec les causes de fixité et de transformation et principe universel du mouvement et de la vie ou loi des transmissions de force, prefacio del coronel Ledeuil,[2] Librairie Française à Bâle, Suisse, chez Garnier, Paris & × el autor, Paris, 21 rue Vernier, 1878 (4.ª ed. in-8)
  - Principe universel du mouvement et de la vie, A. Quenet Éditeur. À Meudon (Seine-et-Oise), 1898, 317 pp. (5.ª ed.)última edición, publicada tres años después de su muerte, donde Tremaux produce un resumen de los aspectos más destacados de su labor (ver en línea
- La abreviatura «Trémaux» se emplea para indicar a Pierre Trémaux como autoridad en la descripción y clasificación científica de los vegetales.[3]